# Кайнов, Константин Николаевич
Константин Николаевич Кайнов (2 мая 1977, Бронницы, Московская область) — российский футболист, полузащитник.

## Биография
Воспитанник московской СДЮШОР ЦСКА. Карьеру игрока начал в 1995 году в клубе «Фабус» Бронницы, за него играл до 1999 года во 2-й и 3-й лигах. В 1999 году в самарские «Крылья Советов» пришёл новый тренер Александр Тарханов и взял себе помощником Сергея Ташуева из Бронниц, а позже взял Кайнова в аренду у «Фабуса». 4 августа дебютировал в высшем дивизионе России.
Летом 2000 года на правах аренды перешёл в софийский клуб «Левски», тренируемый Владимиром Федотовым. Сыграл два матча в высшей лиге Болгарии, после вылета команды из Лиги чемпионов и смены тренера вернулся в Россию. В 2001 году играл в высшем дивизионе за «Торпедо-ЗИЛ» и ЦСКА. В феврале 2011 года подписал контракт с клубом «Сатурн-2».
Сын Максим (род. 2002) также футболист.

## Достижения
Орёл
- Победитель турнира второго дивизиона зоны «Центр»: 2003